# NGC 2856
NGC 2856 (również PGC 26648 lub UGC 4997) – galaktyka spiralna (Sbc), znajdująca się w gwiazdozbiorze Wielkiej Niedźwiedzicy. Odkrył ją William Herschel 9 marca 1788 roku.
Oddziałuje grawitacyjnie z sąsiednią NGC 2854. Obie te galaktyki stanowią obiekt Arp 285 w Atlasie Osobliwych Galaktyk Haltona Arpa i znajdują się w odległości około 127 milionów lat świetlnych od Ziemi.